# Rhein-Lahn-Kreis
Der Rhein-Lahn-Kreis ist eine Gebietskörperschaft im nördlichen Rheinland-Pfalz und liegt zwischen Koblenz und der Landeshauptstadt Mainz. Sitz der Kreisverwaltung ist Bad Ems, die bevölkerungsreichste Stadt ist Lahnstein. Der Landkreis entstand im Jahr 1969 im Rahmen der rheinland-pfälzischen Gebiets- und Verwaltungsreform aus den gleichzeitig aufgelösten Landkreisen Loreleykreis (mit Sitz in Sankt Goarshausen) und Unterlahnkreis (mit Sitz in Diez).

## Geographie
Die Fläche des Rhein-Lahn-Kreises beträgt 782,34 Quadratkilometer.

### Lage
Der Landkreis umfasst einerseits die Landschaft rechts des Mittelrheins zwischen den Städten Kaub und Lahnstein (etwa Stromkilometer 544 bis 587) und andererseits die Ausläufer des südlichen Westerwalds, des nordwestlichen Taunus und des westlichen Hintertaunus, wo er mit etwa 530 m ü. NN seine größte Höhe (beim Römerkastell Holzhausen an der Haide am Grauen Kopf) erreicht. Größter Fluss ist neben dem Rhein die Lahn, die von Limburg an der Lahn kommend den Kreis von Nordosten in westliche Richtung durchfließt und bei Lahnstein in den Rhein mündet. Für die deutsche Territorialgeschichte bedeutende Siedlungen im Kreisgebiet sind die Städte Nassau und Katzenelnbogen.

### Nachbarkreise
Der Rhein-Lahn-Kreis grenzt im Uhrzeigersinn im Nordosten beginnend an die Landkreise Limburg-Weilburg und Rheingau-Taunus-Kreis (beide in Hessen) sowie an die Landkreise Mainz-Bingen, Rhein-Hunsrück-Kreis und Mayen-Koblenz, an die kreisfreie Stadt Koblenz und an den Westerwaldkreis.

## Geschichte
Das Gebiet des heutigen Rhein-Lahn-Kreises gehörte ungefähr seit dem 9. Jahrhundert zu großen Teilen zum Herrschaftsbereich der Abtei Prüm. Im 13. Jahrhundert ging die Herrschaft durch Lehensvergabe an die Grafen von Katzenelnbogen über. Nach dem Aussterben des Grafengeschlechts 1479 im Mannesstamme ging die Herrschaft über die Niedergrafschaft Katzenelnbogen an die Landgrafen von Hessen. Das Territorium der Niedergrafschaft umfasste Teile der heutigen Landkreise Rheingau-Taunus-Kreis in Hessen und Rhein-Lahn-Kreis sowie Rhein-Hunsrück-Kreis mit der Residenz Burg Rheinfels oberhalb St. Goar in Rheinland-Pfalz. Nach der Teilung der Landgrafschaft Hessen im Jahr 1567 ging das Gebiet an die Linie Hessen-Rheinfels, nach deren Aussterben wechselte das Gebiet mehrmals zwischen Hessen-Darmstadt und Hessen-Kassel aufgrund von Erbstreitigkeiten (Hessenkrieg), ab 1648 (Westfälischer Friede) verblieb es bei Hessen-Kassel.
Infolge der napoleonischen Herrschaft wurden die meisten Gebiete 1806 Bestandteil des Herzogtums Nassau. Ausgenommen war zunächst das französisch verwaltete Pays réservé de Catzenellenbogen, das im Wesentlichen identisch war mit dem Gebiet der Niedergrafschaft Katzenelnbogen. Dieses Gebiet wurde erst nach dem Wiener Kongress nassauisch.
Das Herzogtum Nassau wurde im Jahr 1866 von Preußen annektiert und als Regierungsbezirk Wiesbaden Teil der preußischen Provinz Hessen-Nassau. Preußen schuf im Rhein-Lahn-Gebiet im Jahre 1867 den Unterlahnkreis mit Sitz in Diez und im Zuge einer Neuordnung der Kreise im Jahre 1886 mit Wirkung ab 1. April dieses Jahres den Kreis Sankt Goarshausen.
Nach dem Zweiten Weltkrieg lagen beide Kreise in der Französischen Besatzungszone und wurden so von den Hessen-Nassauischen Verwaltungsstrukturen getrennt. Sie wurden als Teil des neu gebildeten Regierungsbezirks Montabaur dem Land Rheinland-Pfalz zugeschlagen. Nach der Auflösung des Regierungsbezirks Montabaur 1968 wurden sie dem Regierungsbezirk Koblenz zugeordnet. Der Landkreis Sankt Goarshausen wurde 1962 in Loreleykreis umbenannt und wurde bei der Kreisreform, die am 7. Juni 1969 in Kraft trat, zusammen mit dem Unterlahnkreis zum neuen Rhein-Lahn-Kreis vereinigt; Kreisstadt wurde Bad Ems; erster Landrat war Rudolf Rumetsch. Am 16. März 1974 wurde dem Landkreis die Gemeinde Arzbach aus dem ehemaligen Unterwesterwaldkreis angegliedert, die jedoch bereits zwei Jahre zuvor der Verbandsgemeinde Bad Ems zugeordnet worden war.

### Einwohnerstatistik
| Jahr | Einwohner |
| ---- | --------- |
| 1970 | 118.200   |
| 1980 | 118.000   |
| 1990 | 121.000   |
| 2000 | 129.100   |
| 2010 | 123.601   |
| 2020 | 122.574   |
| 2022 | 124.381   |

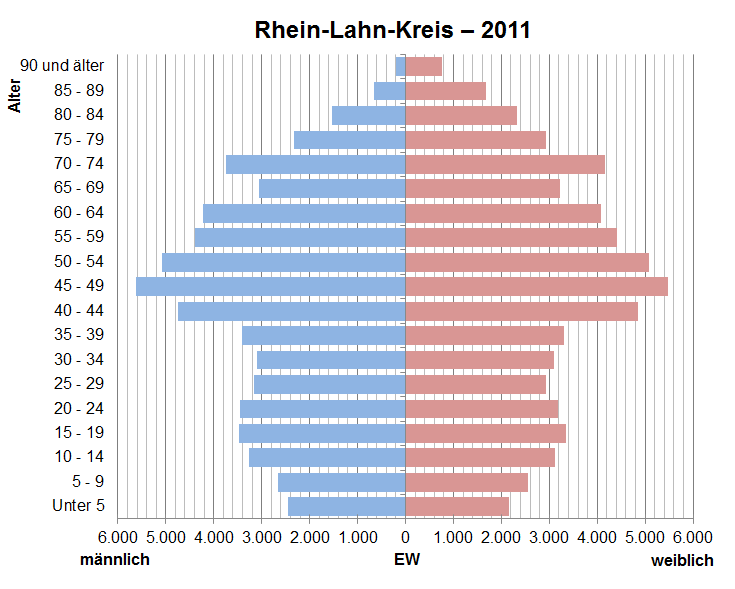
Bevölkerungspyramide für den Rhein-Lahn-Kreis (Datenquelle: Zensus 2011)

Per 31. Dezember 2024 zählte der Rhein-Lahn-Kreis 125.588 Einwohner. Die Bevölkerungsdichte bezifferte sich am Stichtag auf 161 Einwohner pro Quadratkilometer. Ende 2013 gab es im Landkreis mehr Frauen (50,8 Prozent) als Männer (49,2 Prozent). Der Altersquotient übertrifft mit 37,2 Prozent den Jugendquotienten (29,7 Prozent).
Der Ausländeranteil (gemeldete Einwohner ohne deutsche Staatsangehörigkeit) belief sich am 31. Dezember 2013 auf 5,3 Prozent (6.479 Personen). Zu den am stärksten vertretenen Nationalitäten zählen vornehmlich Einwohner aus der Türkei, Polen, Italien, Rumänien, Serbien, Russland, dem Kosovo, Kroatien, Bulgarien und Österreich.
Im März 2015 verzeichnete der Landkreis eine Arbeitslosenquote von 4,6 Prozent (2.998 Personen).

### Konfessionsstatistik
Laut der Volkszählung 2011 waren im Jahr 2011 46,6 % der Einwohner evangelisch, 30,0 % römisch-katholisch und 23,4 % waren konfessionslos, gehörten einer anderen Glaubensgemeinschaft an oder machten keine Angabe. Der Anteil der evangelischen und katholischen Kirchenmitglieder an der Gesamtbevölkerung ist seitdem jährlich um 1 Prozentpunkt gesunken. Gemäß dem Zensus 2022 waren im Jahr 2022 37,7 % der Einwohner evangelisch, 25,1 % katholisch, und 37,2 % waren konfessionslos, gehörten einer anderen Glaubensgemeinschaft an oder machten keine Angabe. Ende Juli 2025 hatten 33,7 % die evangelische Konfession und 22,9 % die katholische. 43,4 % gehörten entweder einer anderen Glaubensgemeinschaft an oder waren konfessionslos.

## Politik

### Kreistag
Der Kreistag des Rhein-Lahn-Kreises besteht aus 46 in einer personalisierten Verhältniswahl gewählten Kreistagsmitgliedern und dem Landrat als Vorsitzendem. Nach der letzten Kreistagswahl am 9. Juni 2024 ergibt sich folgende Sitzverteilung:
| Parteien und Wählergemeinschaften | Parteien und Wählergemeinschaften           | % 2024 | Sitze 2024 | % 2019 | Sitze 2019 | % 2014 | Sitze 2014 | % 2009 | Sitze 2009 | % 2004 | Sitze 2004 |
| --------------------------------- | ------------------------------------------- | ------ | ---------- | ------ | ---------- | ------ | ---------- | ------ | ---------- | ------ | ---------- |
| CDU                               | Christlich Demokratische Union Deutschlands | 30,2   | 14         | 27,0   | 12         | 33,7   | 14         | 32,5   | 15         | 41,5   | 19         |
| SPD                               | Sozialdemokratische Partei Deutschlands     | 25,2   | 12         | 28,1   | 12         | 38,6   | 17         | 37,7   | 17         | 35,4   | 16         |
| AfD                               | Alternative für Deutschland                 | 13,0   | 6          | 7,9    | 3          | 4,9    | 2          | —      | —          | —      | —          |
| FWG                               | Freie Wählergruppe Rhein-Lahn               | 11,6   | 5          | 10,6   | 4          | 10,3   | 4          | 12,7   | 6          | 12,2   | 6          |
| GRÜNE                             | Bündnis 90/Die Grünen                       | 9,4    | 4          | 13,5   | 6          | 6,6    | 3          | 6,3    | 3          | 5,8    | 3          |
| FREIE WÄHLER                      | Freie Wähler (Bundesvereinigung)            | 6,6    | 3          | 3,9    | 2          | —      | —          | —      | —          | —      | —          |
| FDP                               | Freie Demokratische Partei                  | 3,9    | 2          | 5,8    | 2          | 2,6    | 1          | 7,5    | 3          | 5,1    | 2          |
| DIE LINKE.                        | DIE LINKE.                                  | —      | —          | 3,3    | 1          | 3,4    | 1          | 3,2    | 2          | —      | —          |
| Gesamt                            | Gesamt                                      | 100,0  | 46         | 100,0  | 42         | 100,0  | 42         | 100,0  | 46         | 100,0  | 46         |
| Wahlbeteiligung in Prozent        | Wahlbeteiligung in Prozent                  | 63,3   | 63,3       | 63,7   | 63,7       | 58,4   | 58,4       | 56,6   | 56,6       | 59,0   | 59,0       |

### Landräte
- 1969–1970: Rudolf Rumetsch (FDP)
- 1970–1981: Hanns Krämer[15]
- 1982–1991: Gerd Danco (SPD)
- 1991/92–2003: Kurt Schmidt[16]
- 2003–2014: Günter Kern (SPD)
- 2014–2022: Frank Puchtler (SPD)
- seit 2022: Jörg Denninghoff (SPD)

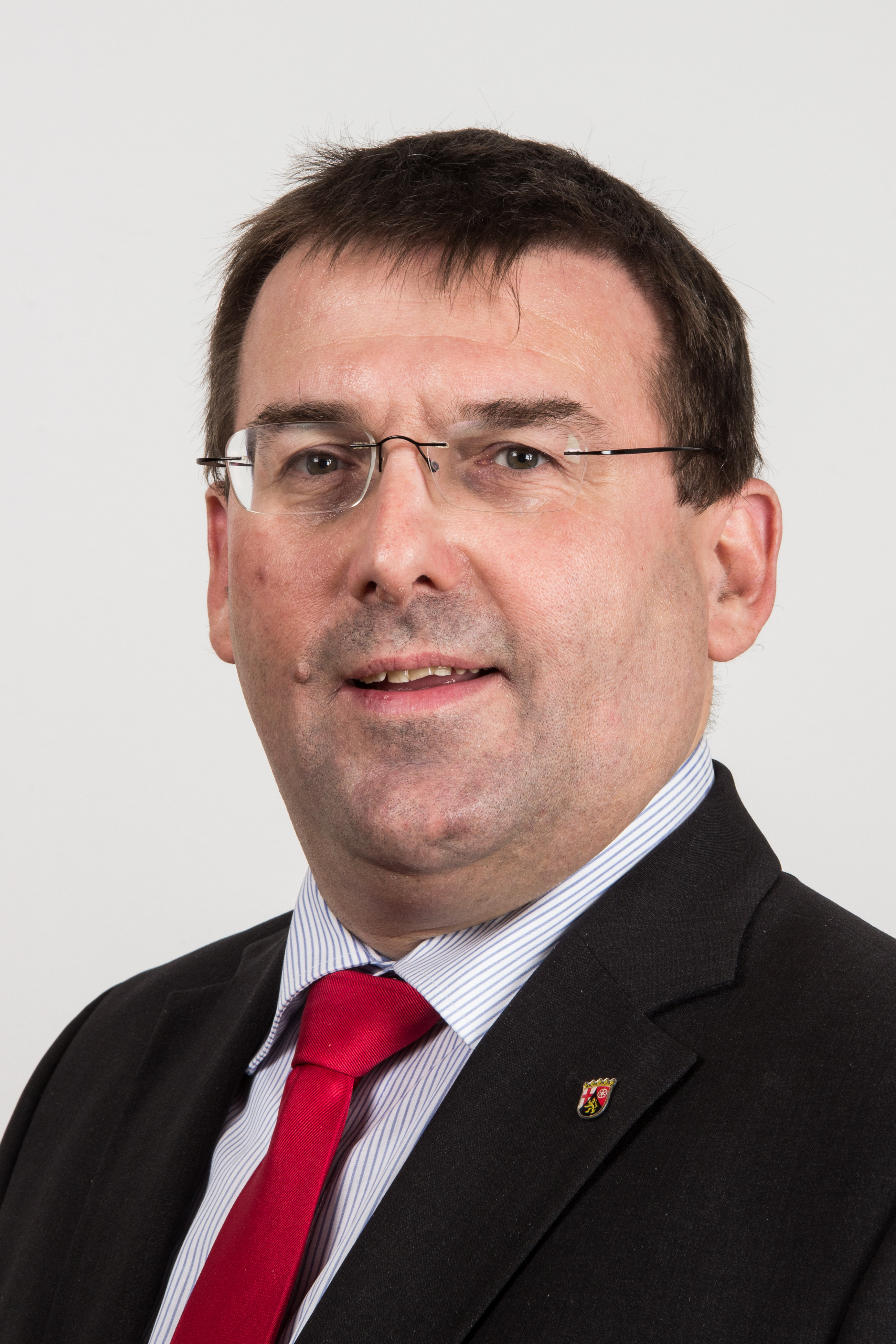
Jörg Denninghoff, Landrat des Rhein-Lahn-Kreises

Jörg Denninghoff (SPD) ist seit dem 15. Juli 2022 Landrat des Rhein-Lahn-Kreises. Bei der Direktwahl am 13. März 2022 setzte er sich mit 52,6 Prozent der abgegebenen Stimmen gegen Udo Rau, den gemeinsamen Kandidaten der CDU und der Freien Wähler, durch. Sein Vorgänger Frank Puchtler (SPD) war aus familiären Gründen nicht erneut zur Wahl angetreten. Denninghoff war bereits am 29. Juni 2022 zum Landrat ernannt worden, übernahm die Amtsgeschäfte jedoch erst zwei Wochen später, da er laut eigener Aussage acht Jahre Zugehörigkeit zum Landtag „voll machen“ wollte.

### Wappen und Flagge

Bannerflagge

Der Rhein-Lahn-Kreis führt ein Wappen sowie eine Bannerflagge.
| Wappen von Rhein-Lahn-Kreis | Blasonierung: „Von Blau und Rot schräggeteilt, belegt mit einem goldenen Löwen.“ |
| Wappen von Rhein-Lahn-Kreis | Wappenbegründung: Die Farben Blau und Gold sind die Farben von Nassau, Rot ist die Farbe der Kurfürstentümer Kurmainz und Kurtrier, welche früher Anteile am heutigen Kreisgebiet hatten. Der Löwe steht für die zahlreichen Wappenlöwen in diesem Gebiet, u. a. von Nassau, Katzenelnbogen, Diez und Kurpfalz. Das Wappen wurde per 26. Januar 1970 vom rheinland-pfälzischen Ministerium des Innern genehmigt. |

## Verkehr

### Straßenverkehr
Das Kreisgebiet wird von mehreren Bundesstraßen, Landesstraßen und Kreisstraßen erschlossen, darunter die rechtsrheinische B 42, die B 54 im Aartal von Diez nach Wiesbaden, ferner die B 260 von Lahnstein bis nach Wiesbaden, die B 274 von Holzhausen a. d. Haide bis Sankt Goarshausen und die B 417 von Nassau nach Diez.
Zwischen Eppenrod und Nentershausen (Westerwald), knapp westlich der Anschlussstelle Diez der Bundesautobahn 3, führt diese auf dem Weg von Frankfurt nach Köln durch einen Nordostzipfel des Kreisgebietes, wenn auch nur für wenige Hundert Meter, und dient so dem Anschluss des Rhein-Lahn-Kreises an das Autobahnnetz.

### Eisenbahnverkehr
Die Nassauische Rhein- und Lahn-Eisenbahn-Gesellschaft, ab 1861 Nassauische Staatsbahn, erbaute die erste Bahnlinie in diesem Gebiet von Oberlahnstein im Lahntal aufwärts unter erheblichen Schwierigkeiten 1858 bis Bad Ems, 1860 weiter bis Nassau und 1862 schließlich bis Limburg. Im selben Jahr erreichte auch die von Wiesbaden rheinabwärts führende Strecke die Station Oberlahnstein und 1864 Niederlahnstein. Heute verkehren auf der Lahntalbahn die Züge der Linie RB 23 Lahn-Eifel-Bahn (Limburg – Diez – Bad Ems – Niederlahnstein – Koblenz Hbf – Koblenz Stadtmitte – Andernach – Mendig – Mayen-Ost).
In Niederlahnstein fand sie 1869 den Anschluss an die Rheinische Eisenbahn-Gesellschaft weiter nach Neuwied–Köln. Den Übergang über den Rhein von Niederlahnstein nach Koblenz und die Umgehung von Oberlahnstein fügte erst 1879 die Preußische Staatsbahn hinzu.
Diese Gesellschaft nahm auch 1870 die Aartalbahn Diez–Zollhaus in Betrieb, die 1894 in Richtung Bad Schwalbach verlängert wurde. Im Jahre 1888 entstand der Bahnhof Diez Ost durch eine Verlegung der Trasse zwischen Limburg und Staffel, auf der die Züge in den Westerwald nach Westerburg und Montabaur fuhren.
In den Jahren 1900 bis 1903 wurde der Landstrich zwischen Rhein und Lahn von der Nassauischen Kleinbahn AG durch drei Schmalspurbahnen erschlossen. Das Netz von 77 km Länge hatte seinen Mittelpunkt in Nastätten, von wo aus die Staatsbahnlinien in Braubach, Sankt Goarshausen und Zollhaus zu erreichen waren.
Wenige Jahre lang verkehrten die Kleinbahnzüge sogar von Braubach bis Oberlahnstein. Diese – damals selbstständige – Stadt war von 1933 bis 1956 durch eine Linie der Coblenzer Straßenbahn AG mit Koblenz über Niederlahnstein verbunden, das schon 1902 an das Straßenbahnnetz angeschlossen worden war.
Das Gesamtnetz der normalspurigen Eisenbahnen mit Personenverkehr im heutigen Kreisgebiet erreichte im Jahre 1894 mit 110 km seine größte Ausdehnung; dazu kam bis 1903 noch das gesamte Schmalspurnetz der Nassauischen Kleinbahn AG im Umfang von 77 km. Hier kam es schon am Ende des Ersten Weltkrieges (1917–1920) zu ersten Betriebseinstellungen. Bis 1952/53 wurde noch ein recht bescheidener schmalspuriger Personenverkehr angeboten.
Hingegen blieb das Bundesbahnnetz, bis auf 13 km der „Aartalbahn“ und die 3 km lange Verbindungsbahn bei Oberlahnstein, voll in Betrieb.
Der Rhein-Lahn-Kreis ist Mitglied im Verkehrsverbund Rhein-Mosel (VRM), dessen ÖPNV-Tarifgebiet einen großen Teil des nördlichen Rheinland-Pfalz umfasst.

## Städte und Gemeinden
(Einwohner am 31. Dezember 2024)
Verbandsfreie Gemeinde
1. Lahnstein, Große kreisangehörige Stadt (18.719)

Verbandsangehörige Gemeinden, gegliedert nach Verbandsgemeinden:
(Sitz der Verbandsgemeindeverwaltung *)
- 1. Verbandsgemeinde Aar-Einrich

1. Allendorf (585)
2. Berghausen (289)
3. Berndroth (398)
4. Biebrich (329)
5. Bremberg (265)
6. Burgschwalbach (1.080)
7. Dörsdorf (419)
8. Ebertshausen (131)
9. Eisighofen (296)
10. Ergeshausen (134)
11. Flacht (967)
12. Gutenacker (371)
13. Hahnstätten (3.018)
14. Herold (385)
15. Kaltenholzhausen (552)
16. Katzenelnbogen, Stadt * (2.287)
17. Klingelbach (778)
18. Kördorf (561)
19. Lohrheim (592)
20. Mittelfischbach (158)
21. Mudershausen (453)
22. Netzbach (361)
23. Niederneisen (1.472)
24. Niedertiefenbach (181)
25. Oberfischbach (147)
26. Oberneisen (719)
27. Reckenroth (240)
28. Rettert (462)
29. Roth (197)
30. Schiesheim (282)
31. Schönborn (712)

- 2. Verbandsgemeinde Bad Ems-Nassau

1. Arzbach (1.726)
2. Attenhausen (414)
3. Bad Ems, Stadt * (10.030)
4. Becheln (656)
5. Dausenau (1.281)
6. Dessighofen (197)
7. Dienethal (225)
8. Dornholzhausen (206)
9. Fachbach (1.305)
10. Frücht (571)
11. Geisig (367)
12. Hömberg (324)
13. Kemmenau (516)
14. Lollschied (177)
15. Miellen (348)
16. Misselberg (85)
17. Nassau, Stadt (4.840)
18. Nievern (1.059)
19. Obernhof (383)
20. Oberwies (148)
21. Pohl (348)
22. Schweighausen (232)
23. Seelbach (454)
24. Singhofen (1.783)
25. Sulzbach (187)
26. Weinähr (440)
27. Winden (734)
28. Zimmerschied (97)

- 3. Verbandsgemeinde Diez

1. Altendiez (2.175)
2. Aull (390)
3. Balduinstein (577)
4. Birlenbach (1.648)
5. Charlottenberg (145)
6. Cramberg (488)
7. Diez, Stadt * (11.428)
8. Dörnberg (465)
9. Eppenrod (730)
10. Geilnau (357)
11. Gückingen (1.135)
12. Hambach (499)
13. Heistenbach (1.046)
14. Hirschberg (409)
15. Holzappel (1.092)
16. Holzheim (880)
17. Horhausen (309)
18. Isselbach (386)
19. Langenscheid (525)
20. Laurenburg (265)
21. Scheidt (359)
22. Steinsberg (243)
23. Wasenbach (321)

- 4. Verbandsgemeinde Loreley

1. Auel (177)
2. Bornich (925)
3. Braubach, Stadt (3.002)
4. Dachsenhausen (980)
5. Dahlheim (821)
6. Dörscheid (362)
7. Filsen (643)
8. Kamp-Bornhofen (1.508)
9. Kaub, Stadt (788)
10. Kestert (636)
11. Lierschied (466)
12. Lykershausen (222)
13. Nochern (470)
14. Osterspai (1.242)
15. Patersberg (333)
16. Prath (308)
17. Reichenberg (171)
18. Reitzenhain (352)
19. Sankt Goarshausen, Loreleystadt * (1.248)
20. Sauerthal (141)
21. Weisel (997)
22. Weyer (483)

- 5. Verbandsgemeinde Nastätten

1. Berg (254)
2. Bettendorf (332)
3. Bogel (821)
4. Buch (611)
5. Diethardt (225)
6. Ehr (87)
7. Endlichhofen (147)
8. Eschbach (171)
9. Gemmerich (552)
10. Hainau (164)
11. Himmighofen (332)
12. Holzhausen an der Haide (1.209)
13. Hunzel (246)
14. Kasdorf (234)
15. Kehlbach (178)
16. Lautert (256)
17. Lipporn (273)
18. Marienfels (321)
19. Miehlen (2.036)
20. Nastätten, Stadt * (4.588)
21. Niederbachheim (265)
22. Niederwallmenach (415)
23. Oberbachheim (206)
24. Obertiefenbach (383)
25. Oberwallmenach (200)
26. Oelsberg (573)
27. Rettershain (295)
28. Ruppertshofen (353)
29. Strüth (315)
30. Weidenbach (111)
31. Welterod (464)
32. Winterwerb (151)

- Siehe auch: Liste der Orte im Rhein-Lahn-Kreis, enthält alle Gemeinden und Gemeindeteile.

### Ehemalige Gemeinden
Die folgenden Gemeinden verloren seit 1969 ihre Eigenständigkeit:
- Giershausen, am 31. Dezember 1972 zu Isselbach
- Hinterwald, am 10. Juni 1979 zu Braubach
- Münchenroth, am 10. Juni 1979 zu Diethardt
- Ruppenrod, am 31. Dezember 1972 zu Isselbach
- Schaumburg, am 1. Juli 1991 zu Balduinstein

## Kfz-Kennzeichen
Bei der Bildung des neuen Landkreises wurde am 7. Juni 1969 das Unterscheidungszeichen EMS (Bad Ems) zugeteilt. Es wird bis heute ausgegeben. Seit dem 8. Juli 2013 sind im Rahmen der Kennzeichenliberalisierung auch die früheren ausgegebenen Unterscheidungszeichen DIZ (Diez) und GOH (Sankt Goarshausen) erhältlich.

## Filmdokumentationen
- Im Jahr 2020 wurde der Film Rhein-Lahn von oben veröffentlicht. Er zeigt die Region des Rhein-Lahn-Kreises mit unterschiedlichsten Landschaften und Sehenswürdigkeiten aus der Vogelperspektive.
- Seit 2011 wurden auf den Fernsehsendern WWTV und TV Mittelrhein fast 900 Folgen der Dokumentar-Serie Entdecke Rhein-Lahn zu den Themen Wirtschaft, Tourismus und Freizeit ausgestrahlt.